# Und nebenbei das große Glück
Und nebenbei das große Glück (Originaltitel: Un bonheur n’arrive jamais seul) ist eine französische Filmkomödie aus dem Jahr 2012 mit Gad Elmaleh und Sophie Marceau in den Hauptrollen.

## Handlung
Jazz-Pianist Sacha genießt sein Leben in Paris in vollen Zügen. Er geht gern feiern, hat eine Frau nach der anderen, und seine Mutter Fanfan kümmert sich um seine Wäsche. Mit dem Komponieren von Werbejingles verdient er seinen Lebensunterhalt. Der Konzernchef Alain Posche, sein neuester Kunde, ist mit Sachas Komposition jedoch nicht zufrieden. Vor dessen Firmensitz trifft Sacha während eines heftigen Regenschauers auf die attraktive Charlotte, die, tollpatschig wie sie ist, stolpert und neben seinem Auto zu Boden fällt. Nachdem sie ein vorbeifahrendes Auto nass gespritzt hat, bietet ihr Sacha an, sie ein Stück in seinem Cabriolet mitzunehmen, das ebenfalls durchnässt ist. In einem Café lernen sie sich näher kennen. Wie sich herausstellt, ist Charlotte die Ehefrau von Alain Posche, von dem sie seit zwei Jahren getrennt lebt. Sie arbeitet für eine Stiftung, die mit Werbeeinnahmen des Posche-Konzerns Ausstellungen zeitgenössischer Kunst organisiert. Charlotte erliegt schließlich Sachas Charme und landet in seinem Bett.
Sachas Freunde Laurent, Lionel und Chris sind überrascht, dass sich Sacha für eine erwachsene Frau interessiert, hat er doch sonst nur Augen für Mädchen Anfang 20. Als er eines Abends bei Charlotte vorbeischaut, um mit ihr die Nacht zu verbringen, stellt sich heraus, dass Charlotte nicht nur über 30, sondern auch Mutter von drei Kindern ist. Tochter Suzy stammt von Charlottes erstem Mann César, die Söhne Louis und Léonard gingen aus Charlottes Ehe mit Alain hervor. Sacha, der eigentlich keine Kinder mag, fühlt sich weiterhin zu Charlotte hingezogen. Als sie wieder bei ihr landen, richtet Charlotte vor lauter Tollpatschigkeit im Badezimmer ein Chaos an. Das Waschbecken ist aus der Wand gebrochen, und das Wasser fließt aus der Leitung. Sacha bietet seine Hilfe an und versucht, den Schaden notdürftig zu beheben. Am nächsten Morgen schleicht er sich aus der Wohnung, damit Charlottes Kinder ihn nicht sehen. Vor der Eingangstür trifft er jedoch auf Suzys Vater César, der ihn auffordert, sich von seiner Familie fernzuhalten.
Sacha ist jedoch entschlossen, sich weiterhin mit Charlotte zu treffen. Als er mit entsprechendem Werkzeug ihr Bad reparieren will, stellt sie ihn ihren Kindern vor. Beim gemeinsamen Bowling lernen auch Sachas Freunde und seine betagte jüdische Großmutter Charlotte endlich kennen. Als ein Anruf von Alain Charlotte an ein Geschäftsessen erinnert, bei dem ihre Anwesenheit vonnöten sei, erklärt sich Sacha bereit, auf ihre Kinder aufzupassen und sie später nach Hause zu bringen. Wider Erwarten kommt Sacha mit Suzy, Louis und Léonard hervorragend zurecht. Spät am Abend kommt auch Charlotte nach Hause. Während sie mit Sacha im Wohnzimmer tanzt, trifft Alain plötzlich ein und sieht sie zusammen.
Daraufhin sorgt Alain dafür, dass Sacha, der mit seinem Freund Laurent eine Musikshow auf die Bühne bringen will, keinen Produzenten findet, der das Projekt finanziert. Frustriert und von Laurent dazu angestiftet, verfällt Sacha seinen alten Gewohnheiten und verbringt die Nacht mit anderen Frauen. Als Charlotte bei ihm vorbeikommt, sieht sie die nackten Frauen und gibt Sacha eine Ohrfeige.
Als Suzy sich am Bein verletzt, sehen sich Charlotte und Sacha im Krankenhaus wieder. Sacha, der mit Laurent ein Angebot für eine Show am Broadway erhalten hat, erkennt, wie sehr er Charlotte liebt, und will deshalb nicht nach New York gehen. Charlotte, die sich von Alain scheiden und eine eigene Kunstgalerie eröffnen möchte, erhält von Sacha eine Nachricht. Er möchte sich mit ihr treffen. Doch zunächst trifft sie auf Laurent, der sie aufgesucht hat, um mit ihr über Sachas Zukunft zu sprechen. Charlotte lässt Sacha daraufhin wissen, dass sie an einer Beziehung mit ihm nicht mehr interessiert sei.
Enttäuscht fliegt Sacha schließlich doch nach New York. Dort wird seine Show ein großer Erfolg, und die Frauen reißen sich um ihn. Sacha kann Charlotte und ihre Kinder jedoch nicht vergessen. Unterdessen erfährt Charlotte beim Joggen mit César, dass es Alain war, der dafür gesorgt hatte, dass César einst aus ihrem Leben verschwand. Wie sich herausstellt, ist es auch Alain, der insgeheim Sachas Show am Broadway finanziert. Als Sacha dahinterkommt und Laurent ihm gesteht, Charlotte überzeugt zu haben, die Beziehung zu beenden, kehrt Sacha nach Paris zurück. Charlotte, die mit ihren Kindern gerade in ein neues Haus einzieht, fällt Sacha bei ihrem Wiedersehen glücklich in die Arme, und auch die Kinder freuen sich, ihn wieder bei sich zu haben.

## Hintergrund

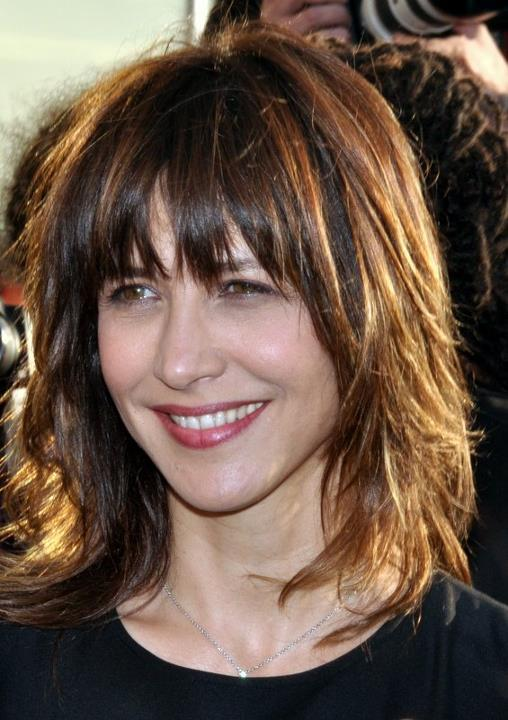
Hauptdarstellerin Sophie Marceau beim Cabourg Film Festival 2012

Die Dreharbeiten fanden von Mitte Mai bis Ende Juli 2011 in Paris und New York statt. Das Budget lag bei 15,7 Millionen Euro.
Und nebenbei das große Glück feierte am 13. Juni 2012 beim Cabourg Film Festival Premiere. In den französischen Kinos, wo die Filmkomödie am 27. Juni 2012 startete, wurde sie von rund 1,8 Millionen Zuschauern gesehen. In Deutschland lief sie am 20. September 2012 in den Kinos an. Im Jahr 2013 erschien sie auf DVD und Blu-ray.

## Kritiken
„Cartooneske Regieeinfälle und eine halbwegs realistische Schilderung des Patchwork-Universums lockern das Korsett der romantischen Komödie zwar erfrischend auf, allzu häufig aber erschöpft sich der Film in bloßem Slapstick“, urteilte das Lexikon des internationalen Films. Dem Hauptdarsteller Gad Elmaleh sei es gelungen, „manche Untiefe durch Humor zu umschiffen“, wobei der Film die Handlung eher von außen betrachte, ohne sich mit den Konflikten des Paars zu befassen.
Für Cinema war der Film eine „[u]mständlich erzählte und unglaubwürdige“ Komödie, „in der alles irgendwie nebenbei passiert und nichts zusammenpasst“. Prisma befand, dass es der Film mit den Slapstick-Einlagen etwas übertreibe, er aber „durch charmante Einlagen, gute Typen, nervige-spaßige Kinder, niveauvolle Musik, eine deftige Prise Esprit und einigen Wortwitz“ dennoch überzeugen könne. Und nebenbei das große Glück sei zwar „[n]icht sonderlich tiefgründig und auch nicht perfekt“, biete jedoch „wohltuend erfrischende Unterhaltung“.

## Deutsche Fassung
Die deutsche Synchronfassung entstand bei der TaunusFilm Synchron in Berlin unter der Dialogregie von Hilke Flickenschildt.
| Rolle             | Darsteller        | Synchronsprecher     |
| ----------------- | ----------------- | -------------------- |
| Sacha Keller      | Gad Elmaleh       | Jaron Löwenberg      |
| Charlotte Posche  | Sophie Marceau    | Irina Wanka          |
| Alain Posche      | François Berléand | Wolfgang Condrus     |
| Fanfan Keller     | Macha Méril       | Monica Bielenstein   |
| Xavier Sabi       | Cyril Gueï        | Nicola Devico Mamone |
| Jean-Seb Bigstone | Robert Charlebois | Axel Lutter          |